# 唐継虞
唐 継虞（とう けいぐ）は、中華民国の軍人。雲南派に属した。字は夔賡。兄は雲南派（滇軍）指導者の唐継尭。

## 事跡
雲南陸軍講武堂を卒業。1912年（民国元年）、兄の唐継尭が貴州都督になると、唐継虞は貴州軍警局局長（翌年、警察庁庁長となる）に就任した。唐継尭が雲南都督に就任すると、唐継虞もこれに従って帰還する。以後、兄を補佐して、省会警察庁庁長、全省警務処処長、滇軍第7旅旅長、警衛軍司令、督署総参謀長、衛戍総司令官兼雲南講武学堂堂長、雲南市政督弁などを歴任した。
1923年（民国12年）2月、唐継虞は兄の命により、貴州を追われていた元貴州督軍劉顕世を救援して貴州へ進軍し、貴州軍の袁祖銘を駆逐した。これにより、唐継虞は貴州督弁に就任し、劉を貴州軍事善後会弁兼貴州省長に任命した。しかし1925年（民国14年）1月、呉佩孚の援助を受けて勢力を回復した袁との激突を回避するため、唐継虞は督弁の地位を袁に譲り、雲南へ退却した。同年2月、唐継虞は、兄の命を受けて今度は広西省の李宗仁ら新広西派（新桂系）を攻撃した。しかし6月、新桂系の反撃に遭って大敗を喫してしまう。
雲南省に帰還後、唐継虞は雲南陸軍訓練総監に任命され、兄の後継者と目されるようになる。しかし、唐継尭の有力部下である竜雲・胡若愚ら4人の鎮守使は、このような縁故主義の強化に反発する。さらに、唐兄弟が国民政府に反抗的な姿勢をとっていたことへの不満も募らせていた。
1927年（民国16年）2月、ついに4鎮守使はクーデタを発動して唐継尭を失脚させた。これにより唐継虞も地位を追われてしまったのである。その後、唐継虞は1931年（民国20年）に西南政務委員会委員として再び姿を現しているが、目立った政治・軍事活動は見られない。
唐継虞の没年は不詳である。